# Helolaphyctis
Helolaphyctis is een vliegengeslacht uit de familie van de roofvliegen (Asilidae).

## Soorten
- H. chrysorhea Hull, 1958
- H. nitida Hull, 1958